# Kingdom Hearts
Kingdom Hearts serijal je nastao udruženjem dviju od najvećih kompanija za kućnu zabavu: SquareSofta (danas Square Enix) i The Walt Disney Company. No igru radi samo Square Enix. Do sada su izdana 3 naslova: Kingdom Hearts (PS2), Kingdom Hearts: Chain of Memories (GBA) i Kingdom Hearts II (PS2).
U igrama se pojavljuju i Disney i Final Fantasy likovi od VI pa sve do X-2.

## Kingdom Hearts
Kingdom Hearts je naslov prve igre iz serijala Kingdom Hearts za PS2. 
Priča igre prati Soru, dječaka s oružjem zvanim Keyblade, sa svoja dva prijatelja i suborca: Paška (engl. Donald Duck) i Šilju (engl. Goofy).
Uz njihovu pomoć, Sora će pokušati pronaći svoje prijatelje, Rikua i Kairi, te Kinga Mickeyja putujući kroz razne Disneyjeve svjetove i boreći se s Heartlessima, bićima bez srca. U tome će im pomagati razni likovi iz Final Fantasy serijala poput Squalla (Leona) i Yuffie.
Prvi dio ovog serijala je osvojio mlađe, ali i starije igrače u cijelom svijetu, te se igra prodala u preko 4 milijuna primjeraka.

## Kingdom Hearts: Chain of Memories
Kingdom Hearts: Chain of Memories je naslov druge igre iz serijala Kingdom Hearts za GBA.
Nakon što su pobijedili "A", htjeli su nastaviti potragu za Rikuom i King Mickeyjem, no odjedanput se nađu u nekakvom čudnom dvorcu u kojem počinju gubiti svoja sjećanja.
Igra je donosila novi sustav borbe koji nije odgovarao svima. Radi se o akcijskom korištenju karata, ali igra je ostala akcijski RPG. 

## Kingdom Hearts II
Nastavak originala i Chain of Memoriesa. Cilj ostaje isti: naći King Mickeyja i Rikua, no Soru i prijatelje uz Heartlesse sada napadaju i Nobodiesi i grupa zvana Organisation XIII, prvi put spominjana u Chain of Memoriesu. Igra se u mnogim stranama razvila od Kingdom Heartsa. Dodani su posebni potezi poput Reacton Comanda i Driveova. Donosi još novih Disneyjevih svjetova poput Kralja lavova (Pride Lands) te Pirata s Kariba (Port Royal). Za sada je to zadnji nastavak, no nije sigurno hoće li biti novih.
Kingdom Hearts II je recenziran u hrvatskim medijima, ali samo na gaming e-zineu Lock 'N' Load gdje je dobila 90%. Na toj stranici je ova recenzija najduža recenzija od postanka Lock 'N' Loada.

## Kingdom Hearts Birth by Sleep
Novi nastavak najavljivan za PSP koji bi na Japansko tržište trebao izaći na ljeto 2009. godine. Radnja novog nastavka "Kingdom Hearts Birth by Sleep" smještena je 10 godina prije prvog nastavka i orijentirana je na trojicu viteza: Terru, Ventusa i Aquau koji su koristili Keybladeove mnogo prije glavnog protagonista igre Sore. U ovom nastavku, osim likova koji su bili u prijašnjim nastavcima, pojavljuju se novi Disneyjevi likovi poput Snjeguljice (Snow White), Trnoružice (Cinderella), te Princeze Aurore (The Sleeping Beauty). 

## Kingdom Hearts 358/2 Days
Još jedan novi nastavak, ovog puta za NDS koji je najavljivan za veljaču 2009. godine. Radnja "Kingdom Hearts 358/2 Days" odvija se otprilike u isto vrijeme kad i "Kingdom Hearts: Chain of Memories", ali je orijentirana na Roxasa, tj. Sorinog Nobodyja koji je nastao krajem prvog nastavka. Igra prikazuje Roxasovu priču od njegovog "nastanka" krajem prvog nastavka Kingdom Heartsa, kad je Sora izgubio srce te na kratko vrijeme postao Heartless, Roxasovog regrutiranja u grupu Nobodiesa zvana "Organisation XIII", te napuštanje grupe kako bi se ponovo "ujedinio" sa Sorom, dio koji je prikazan na početku Kingdom Heartsa II.
Kao i kod prijašnjih nastavaka, "Kingdom Hearts 358/2 Days" će biti žanra akcijski RPG.     